# Homoeogryllus
Homoeogryllus is een geslacht van rechtvleugeligen uit de familie krekels (Gryllidae). De wetenschappelijke naam van dit geslacht is voor het eerst geldig gepubliceerd in 1847 door Guérin-Méneville.

## Soorten
Het geslacht Homoeogryllus omvat de volgende soorten:
- Homoeogryllus adunctus Gorochov, 1988
- Homoeogryllus cavicola Chopard, 1950
- Homoeogryllus deviatus Desutter-Grandcolas, 1985
- Homoeogryllus gabonensis Desutter-Grandcolas, 1985
- Homoeogryllus longicornis Walker, 1869
- Homoeogryllus lyristes Gorochov, 1988
- Homoeogryllus maroccanus Desutter-Grandcolas, 1985
- Homoeogryllus nigresculus Desutter-Grandcolas, 1985
- Homoeogryllus nigripennis Chopard, 1942
- Homoeogryllus orientalis Desutter-Grandcolas, 1985
- Homoeogryllus parvus Chopard, 1936
- Homoeogryllus reticulatus Fabricius, 1781
- Homoeogryllus tessellatus Serville, 1838
- Homoeogryllus venosus Saussure, 1878
- Homoeogryllus xanthographus Guérin-Méneville, 1847